# Apolysis szappanosi
Apolysis szappanosi är en tvåvingeart som beskrevs av Papp 2005. Apolysis szappanosi ingår i släktet Apolysis och familjen svävflugor.
Artens utbredningsområde är Ungern. Inga underarter finns listade i Catalogue of Life.